# Astragalus fraxinifolius
Astragalus fraxinifolius är en ärtväxtart som beskrevs av Dc. Astragalus fraxinifolius ingår i släktet vedlar, och familjen ärtväxter. Inga underarter finns listade i Catalogue of Life.